# إريكا ماتسو
إريكا ماتسو (باليابانية: 松尾依里佳؛ بالكانا: まつお えりか) هي عازفة كمان وتارينتو يابانية، ولدت في 14 يناير 1984 في أوساكا في اليابان.

## وصلات خارجية
- الموقع الرسمي
- إريكا ماتسو على موقع ميوزك برينز (الإنجليزية)